# Brandchannel
Brandchannel è un sito web di branding che è stato lanciato nel 2001 con l'obiettivo di offrire una prospettiva globale sulle marche. Brandchannel offre una piattaforma che presenta un flusso dinamico di articoli, annunci di conferenze globali, dibattiti del settore, un elenco di agenzie e altre risorse di branding. Il sito web è prodotto dall'agenzia mondiale di branding Interbrand, ma mantiene un'indipendenza editoriale. L'ufficio di Brandchannel ha sede a New York.